# Önsvala
Önsvala i Mölleberga socken är en liten by strax söder om Staffanstorp, belägen sju kilometer söder om den förhistoriska centralorten Uppåkra. I Önsvala har rika arkeologiska fynd gjorts som är samtida med Uppåkras storhetstid. I historisk tid var Önsvala tingsplats för Bara härad innan en gemensam domsaga bildades med Torna härad. Ting hölls därefter i Dalby.
Önsvala är beläget vid Lundaslättens sydrand, alldeles norr om backlandskapet kring Bara. Orten attraherar särskilt hästägare. Tidigare har Önsvala och grannbyn Grevie dominerats av frilands- och växthusodlingar.
Vid arkeologiska utgrävningar dokumenterades betydande rester av en stenåldersbosättning, skålgropar och ett rikt gravfällt som daterats till  romersk järnålder, folkvandringstid, vendeltid och vikingatid, med bland annat en framstående kvinnas grav, daterad till 500-talet e.Kr., med gravfynd som tolkats som tecken på kontakter, eventuellt exogamiska, med Mellanskandinavien.

## Fotnoter
1. ↑  Länsstyrelsen i Skåne län: Översiktlig kommunbeskrivning för Staffanstorps kommun
2. ↑  
”Aktuellt”. Fornvännen (Stockholm: Kungl. Vitterhets historie och antikvitetsakademien):  sid. 76-79. 1970. ISSN 0015-7813. http://kulturarvsdata.se/raa/fornvannen/html/1970_aktuellt. Läst 19 mars 2009.
3. ↑  
Larsson, Lars, et al. (1982). ”Gräber und Siedlungsreste der jüngeren Eisenzeit bei Önsvala im südwestlichen Schonen, Schweden”. Acta Archaeologica (Köpenhamn: Arkeologiska institutionen vid Köpenhamns universitet) 52:  sid. 129-196.